# Ліга націй УЄФА 2018—2019 (Ліга C)
Ліга націй УЄФА 2018–2019 — Ліга C (англ. 2018–19 UEFA Nations League C) — третій дивізіон Ліги націй УЄФА 2018—2019, що відбувся за участю чоловічих збірних команд 15 членів асоціацій УЄФА.

## Формат
Ліга C складається з 15 збірних, які були розділені на чотири групи (одна група з трьох команд та три з чотирьох). Переможці кожної групи будуть підвищені до Ліги B Ліги націй 2020-21, а четверті місця кожної групи, а також найгірше третє місце будуть понижені у Лігу D.
Крім того, з Ліги С буде виділено одне місце на Євро-2020, за яке поборяться 4 кращі команди кожного дивізіону з числа тих збірних, що не змогли пройти основну кваліфікацію Євро, що розіграють путівки між собою за олімпійською системою в березні 2020 року. Путівки у цей плей-оф спочатку будуть надані переможцям груп, але якщо якийсь з переможців груп вже кваліфікувався на Євро-2020 через основну кваліфікацію, то путівка буде надана наступній кращій команді з цього дивізіону тощо. Якщо у Лізі С буде менше чотирьох команд, які ще не кваліфікувалися на Євро-2020 через основну кваліфікацію, путівки у плей-оф будуть розподілені за допомогою одного з двох методів. Якщо Ліга С має переможця групи, обраного для плей-оф, то путівка буде надана наступній кращій команді у загальному рейтингу з нижчої ліги. Якщо Ліга С не має переможця групи, обраного для плей-оф, то путівка буде надана найкращій команді у загальному рейтингу. Плей-оф складатимуться з одноматчевих півфіналів (найкраща проти четвертої; друга проти третьої; найкраща і друга команди - господарі матчів) і одноматчевого фіналу (місце проведення буде визначено заздалегідь між переможцем півфіналу 1 чи 2).

## Учасники

Карта ліг, в яких бере участь кожна національна команда.
Ліга C

Національні збірні УЄФА з 25 по 39 відповідно до коефіцієнтів національних збірних УЄФА після закінчення європейської кваліфікації Чемпіонату світу 2018 року (не включаючи плей-оф) отримали право взяти участь у Лізі В. Кошики для жеребкування були оголошені 7 грудня 2017 року.
| Кошик | Збірна     | Коеф   | Місце |
| ----- | ---------- | ------ | ----- |
| 1     | Угорщина   | 26,486 | 25    |
| 1     | Румунія    | 26,057 | 26    |
| 1     | Шотландія  | 25,662 | 27    |
| 1     | Словенія   | 25,148 | 28    |
| 2     | Греція     | 24,931 | 29    |
| 2     | Сербія     | 24,847 | 30    |
| 2     | Албанія    | 24,430 | 31    |
| 2     | Норвегія   | 24,208 | 32    |
| 3     | Чорногорія | 23,912 | 33    |
| 3     | Ізраїль    | 22,792 | 34    |
| 3     | Болгарія   | 22,091 | 35    |
| 3     | Фінляндія  | 20,501 | 36    |
| 4     | Кіпр       | 19,491 | 37    |
| 4     | Естонія    | 19,441 | 38    |
| 4     | Литва      | 18,101 | 39    |

Через зимові обмеження місця проведення матчів в одній групі можуть бути не більше двох з наступних команд: Норвегія, Фінляндія, Естонія, Литва.

## Груповий етап
Жеребкування групового етапу відбулося 24 січня 2018 року в 12:00 CET у SwissTech Convention Center у Лозанні, Швейцарія.
Зазначено час в CET/CEST, як вказано в УЄФА (якщо місцевий час є відмінним, то він вказаний в круглих дужках).

### Група 1
| Поз | Команда   | І | В | Н | П | ГЗ | ГП | РГ | О | Підвищення     |  | Шотландія | Ізраїль | Албанія |
| --- | --------- | - | - | - | - | -- | -- | -- | - | -------------- |  | --------- | ------- | ------- |
| 1   | Шотландія | 4 | 3 | 0 | 1 | 10 | 4  | +6 | 9 | Вихід у Лігу B |  | —         | 3–2     | 2–0     |
| 2   | Ізраїль   | 4 | 2 | 0 | 2 | 6  | 5  | +1 | 6 | Вихід у Лігу B |  | 2–1       | —       | 2–0     |
| 3   | Албанія   | 4 | 1 | 0 | 3 | 1  | 8  | −7 | 3 |                |  | 0–4       | 1–0     | —       |

| 7 вересня 2018 20:45 |

| Албанія   | 1 – 0    | Ізраїль |
| --------- | -------- | ------- |
| Джака 55' | Протокол |         |

| Ельбасан Арена, Ельбасан Глядачів: 4 126 Арбітр: Віктор Кашшаї (Угорщина) |

| 10 вересня 2018 20:45 (19:45 UTC+1) |

| Шотландія                     | 2 – 0    | Албанія |
| ----------------------------- | -------- | ------- |
| Дьїмсіті 47' (аг) Нейсміт 68' | Протокол |         |

| Гемпден-Парк, Глазго Глядачів: 17 455 Арбітр: Матей Юг (Словенія) |

| 11 жовтня 2018 20:45 (21:45 UTC+3) |

| Ізраїль                  | 2 – 1    | Шотландія         |
| ------------------------ | -------- | ----------------- |
| Перец 52' Тірні 75' (аг) | Протокол | Малгрю 25' (пен.) |

| Саммі Офер, Хайфа Глядачів: 10 234 Арбітр: Даніель Стефаньський (Польща) |

| 14 жовтня 2018 20:45 (21:45 UTC+3) |

| Ізраїль           | 2 – 0    | Албанія |
| ----------------- | -------- | ------- |
| Хемед 8' Саба 83' | Протокол |         |

| Тото Тернер, Беер-Шева Глядачів: 14 950 Арбітр: Паоло Мадзолені (Італія) |

| 17 листопада 2018 20:45 |

| Албанія | 0 – 4    | Шотландія                                         |
| ------- | -------- | ------------------------------------------------- |
|         | Протокол | Фрейзер 14' Флетчер 45+2' (пен.) Форрест 55', 67' |

| Лоро Борічі, Шкодер Глядачів: 8 632 Арбітр: Владислав Безбородов (Росія) |

| 20 листопада 2018 20:45 (19:45 UTC±0) |

| Шотландія             | 3 – 2    | Ізраїль            |
| --------------------- | -------- | ------------------ |
| Форрест 34', 43', 64' | Протокол | Каял 9' Захаві 75' |

| Гемпден-Парк, Глазго Глядачів: 21 281 Арбітр: Тобіас Вельц (Німеччина) |

### Група 2
| Поз | Команда   | І | В | Н | П | ГЗ | ГП | РГ | О  | Підвищення     |     | Фінляндія | Угорщина | Греція | Естонія |
| --- | --------- | - | - | - | - | -- | -- | -- | -- | -------------- | --- | --------- | -------- | ------ | ------- |
| 1   | Фінляндія | 6 | 4 | 0 | 2 | 5  | 3  | +2 | 12 | Вихід у Лігу B |     | —         | 1–0      | 2–0    | 1–0     |
| 2   | Угорщина  | 6 | 3 | 1 | 2 | 9  | 6  | +3 | 10 | Вихід у Лігу B |     | 2–0       | —        | 2–1    | 2–0     |
| 3   | Греція    | 6 | 3 | 0 | 3 | 4  | 5  | −1 | 9  |                |     | 1–0       | 1–0      | —      | 0–1     |
| 4   | Естонія   | 6 | 1 | 1 | 4 | 4  | 8  | −4 | 4  |                | 0–1 | 3–3       | 0–1      | —      |         |

| 8 вересня 2018 18:00 (19:00 UTC+3) |

| Фінляндія | 1 – 0    | Угорщина |
| --------- | -------- | -------- |
| Пуккі 7'  | Протокол |          |

| Тампере, Тампере Глядачів: 10 220 Арбітр: Гедимінас Мажейка (Литва) |

| 8 вересня 2018 20:45 (21:45 UTC+3) |

| Естонія | 0 – 1    | Греція       |
| ------- | -------- | ------------ |
|         | Протокол | Фортуніс 14' |

| А. Ле Кок Арена, Таллінн Глядачів: 5 567 Арбітр: Сердар Гезюбююк (Нідерланди) |

| 11 вересня 2018 20:45 |

| Угорщина                    | 2 – 1    | Греція      |
| --------------------------- | -------- | ----------- |
| Шаллаї 15' Кляйнгайслер 43' | Протокол | Манолас 18' |

| Групама Арена, Будапешт Глядачів: 0 Арбітр: Олексій Кульбаков (Білорусь) |

| 11 вересня 2018 20:45 (21:45 UTC+3) |

| Фінляндія | 1 – 0    | Естонія |
| --------- | -------- | ------- |
| Пуккі 12' | Протокол |         |

| Верітас, Турку Глядачів: 4 632 Арбітр: Орел Грінфельд (Ізраїль) |

| 12 жовтня 2018 20:45 (21:45 UTC+3) |

| Греція       | 1 – 0    | Угорщина |
| ------------ | -------- | -------- |
| Мітроглу 65' | Протокол |          |

| Олімпійський, Афіни Глядачів: 9 040 Арбітр: Тобіас Штілер (Німеччина) |

| 12 жовтня 2018 20:45 (21:45 UTC+3) |

| Естонія | 0 – 1    | Фінляндія   |
| ------- | -------- | ----------- |
|         | Протокол | Пуккі 90+1' |

| А. Ле Кок Арена, Таллінн Глядачів: 8 087 Арбітр: Крейг Поусон (Англія) |

| 15 жовтня 2018 20:45 (21:45 UTC+3) |

| Естонія                           | 3 – 3    | Угорщина                   |
| --------------------------------- | -------- | -------------------------- |
| Луц 20' Паткаї 70' (аг) Аніер 79' | Протокол | Д. Надь 24' Салаї 54', 81' |

| А. Ле Кок Арена, Таллінн Глядачів: 3 043 Арбітр: Халіс Озках'я (Туреччина) |

| 15 жовтня 2018 20:45 (21:45 UTC+3) |

| Фінляндія            | 2 – 0    | Греція |
| -------------------- | -------- | ------ |
| Сойрі 46' Камара 89' | Протокол |        |

| Тампере, Тампере Глядачів: 10 107 Арбітр: Павел Гіль (Польща) |

| 15 листопада 2018 20:45 |

| Угорщина           | 2 – 0    | Естонія |
| ------------------ | -------- | ------- |
| Орбан 8' Салаї 69' | Протокол |         |

| Групама Арена, Будапешт Глядачів: 7 775 Арбітр: Енеа Йоргі (Албанія) |

| 15 листопада 2018 20:45 (21:45 UTC+2) |

| Греція            | 1 – 0    | Фінляндія |
| ----------------- | -------- | --------- |
| Гранлунд 25' (аг) | Протокол |           |

| Олімпійський, Афіни Глядачів: 6 376 Арбітр: Лука Банті (Італія) |

| 18 листопада 2018 20:45 |

| Угорщина              | 2 – 0    | Фінляндія |
| --------------------- | -------- | --------- |
| Салаї 29' А. Надь 37' | Протокол |           |

| Групама Арена, Будапешт Глядачів: 9 200 Арбітр: Славко Винчич (Словенія) |

| 18 листопада 2018 20:45 (21:45 UTC+2) |

| Греція | 0 – 1    | Естонія              |
| ------ | -------- | -------------------- |
|        | Протокол | Лампропулос 44' (аг) |

| Олімпійський, Афіни Глядачів: 5 179 Арбітр: Євген Арановський (Україна) |

### Група 3
| Поз | Команда  | І | В | Н | П | ГЗ | ГП | РГ | О  | Підвищення     |     | Норвегія | Болгарія | Кіпр | Словенія |
| --- | -------- | - | - | - | - | -- | -- | -- | -- | -------------- | --- | -------- | -------- | ---- | -------- |
| 1   | Норвегія | 6 | 4 | 1 | 1 | 7  | 2  | +5 | 13 | Вихід у Лігу B |     | —        | 1–0      | 2–0  | 1–0      |
| 2   | Болгарія | 6 | 3 | 2 | 1 | 7  | 5  | +2 | 11 | Вихід у Лігу B |     | 1–0      | —        | 2–1  | 1–1      |
| 3   | Кіпр     | 6 | 1 | 2 | 3 | 5  | 9  | −4 | 5  |                |     | 0–2      | 1–1      | —    | 2–1      |
| 4   | Словенія | 6 | 0 | 3 | 3 | 5  | 8  | −3 | 3  |                | 1–1 | 1–2      | 1–1      | —    |          |

| 6 вересня 2018 20:45 |

| Словенія | 1 – 2    | Болгарія      |
| -------- | -------- | ------------- |
| Зайц 40' | Протокол | Краєв 3', 59' |

| Стожиці, Любляна Глядачів: 5 100 Арбітр: Давіде Масса (Італія) |

| 6 вересня 2018 20:45 |

| Норвегія          | 2 – 0    | Кіпр |
| ----------------- | -------- | ---- |
| Йохансен 21', 42' | Протокол |      |

| Уллевол, Осло Глядачів: 6 572 Арбітр: Іштван Ковач (Румунія) |

| 9 вересня 2018 18:00 (19:00 UTC+3) |

| Болгарія    | 1 – 0    | Норвегія |
| ----------- | -------- | -------- |
| Василев 59' | Протокол |          |

| Васил Левський, Софія Глядачів: 7 100 Арбітр: Даніель Стефаньський (Польща) |

| 9 вересня 2018 20:45 (21:45 UTC+3) |

| Кіпр                           | 2 – 1    | Словенія  |
| ------------------------------ | -------- | --------- |
| Сотіріу 69' Стоянович 89' (аг) | Протокол | Берич 54' |

| ГСП, Нікосія Глядачів: 1 115 Арбітр: Андріс Трейманіс (Латвія) |

| 13 жовтня 2018 18:00 |

| Норвегія      | 1 – 0    | Словенія |
| ------------- | -------- | -------- |
| Сельнес 45+5' | Протокол |          |

| Уллевол, Осло Глядачів: 14 712 Арбітр: Даніель Зіберт (Німеччина) |

| 13 жовтня 2018 20:45 (21:45 UTC+3) |

| Болгарія                 | 2 – 1    | Кіпр         |
| ------------------------ | -------- | ------------ |
| Десподов 59' Неделев 68' | Протокол | Кастанос 41' |

| Васил Левський, Софія Глядачів: 10 000 Арбітр: Срджан Йованович (Сербія) |

| 16 жовтня 2018 20:45 |

| Норвегія      | 1 – 0    | Болгарія |
| ------------- | -------- | -------- |
| Ельюнуссі 31' | Протокол |          |

| Уллевол, Осло Глядачів: 9 523 Арбітр: Джон Бітон (Шотландія) |

| 16 жовтня 2018 20:45 |

| Словенія   | 1 – 1    | Кіпр        |
| ---------- | -------- | ----------- |
| Скубиц 83' | Протокол | Папуліс 37' |

| Стожиці, Любляна Глядачів: 5 318 Арбітр: Мадс-Крістоффер Крістофферсен (Данія) |

| 16 листопада 2018 20:45 (21:45 UTC+2) |

| Кіпр        | 1 – 1    | Болгарія            |
| ----------- | -------- | ------------------- |
| Захаріу 24' | Протокол | Димитров 89' (пен.) |

| ГСП, Нікосія Глядачів: 3 844 Арбітр: Мохаммед Аль-Хакім (Швеція) |

| 16 листопада 2018 20:45 |

| Словенія  | 1 – 1    | Норвегія   |
| --------- | -------- | ---------- |
| Вербич 9' | Протокол | Йонсен 85' |

| Стожиці, Любляна Глядачів: 10 254 Арбітр: Рудді Буке (Франція) |

| 19 листопада 2018 20:45 (21:45 UTC+2) |

| Болгарія   | 1 – 1    | Словенія |
| ---------- | -------- | -------- |
| Іванов 68' | Протокол | Зайц 75' |

| Васил Левський, Софія Глядачів: 3 092 Арбітр: Гюсейн Геджек (Туреччина) |

| 19 листопада 2018 20:45 (21:45 UTC+2) |

| Кіпр | 0 – 2    | Норвегія        |
| ---- | -------- | --------------- |
|      | Протокол | Камара 36', 48' |

| ГСП, Нікосія Глядачів: 1 513 Арбітр: Іштван Вад (Угорщина) |

### Група 4
| Поз | Команда    | І | В | Н | П | ГЗ | ГП | РГ  | О  | Підвищення     |     | Сербія | Румунія | Чорногорія | Литва |
| --- | ---------- | - | - | - | - | -- | -- | --- | -- | -------------- | --- | ------ | ------- | ---------- | ----- |
| 1   | Сербія     | 6 | 4 | 2 | 0 | 11 | 4  | +7  | 14 | Вихід у Лігу B |     | —      | 2–2     | 2–1        | 4–1   |
| 2   | Румунія    | 6 | 3 | 3 | 0 | 8  | 3  | +5  | 12 | Вихід у Лігу B |     | 0–0    | —       | 0–0        | 3–0   |
| 3   | Чорногорія | 6 | 2 | 1 | 3 | 7  | 6  | +1  | 7  |                |     | 0–2    | 0–1     | —          | 2–0   |
| 4   | Литва      | 6 | 0 | 0 | 6 | 3  | 16 | −13 | 0  |                | 0–1 | 1–2    | 1–4     | —          |       |

| 7 вересня 2018 20:45 (21:45 UTC+3) |

| Литва | 0 – 1    | Сербія           |
| ----- | -------- | ---------------- |
|       | Протокол | Тадич 38' (пен.) |

| ЛФФ, Вільнюс Глядачів: 4 378 Арбітр: Боббі Медден (Шотландія) |

| 7 вересня 2018 20:45 (21:45 UTC+3) |

| Румунія | 0 – 0    | Чорногорія |
| ------- | -------- | ---------- |
|         | Протокол |            |

| Іліє Оане, Плоєшті Глядачів: 0 Арбітр: Іван Кружляк (Словаччина) |

| 10 вересня 2018 20:45 |

| Сербія            | 2 – 2    | Румунія                       |
| ----------------- | -------- | ----------------------------- |
| Митрович 26', 63' | Протокол | Станчу 48' (пен.) Цукудян 68' |

| Стадіон Партизана, Белград Глядачів: 15 496 Арбітр: Владислав Безбородов (Росія) |

| 10 вересня 2018 20:45 |

| Чорногорія                   | 2 – 0    | Литва |
| ---------------------------- | -------- | ----- |
| Савич 34' (пен.) Янкович 35' | Протокол |       |

| Міський, Подгориця Глядачів: 5 239 Арбітр: Якоб Кехлет (Данія) |

| 11 жовтня 2018 20:45 (21:45 UTC+3) |

| Литва     | 1 – 2    | Румунія                |
| --------- | -------- | ---------------------- |
| Жулпа 90' | Протокол | Кіпчу 13' Максім 90+4' |

| ЛФФ, Вільнюс Глядачів: 2 279 Арбітр: Франсуа Летекс'є (Франція) |

| 11 жовтня 2018 20:45 |

| Чорногорія | 0 – 2    | Сербія                   |
| ---------- | -------- | ------------------------ |
|            | Протокол | Митрович 18' (пен.), 81' |

| Міський, Подгориця Глядачів: 10 700 Арбітр: Джанлука Роккі (Італія) |

| 14 жовтня 2018 15:00 (16:00 UTC+3) |

| Румунія | 0 – 0    | Сербія |
| ------- | -------- | ------ |
|         | Протокол |        |

| Національний, Бухарест Глядачів: 48 513 Арбітр: Кевін Блом (Нідерланди) |

| 14 жовтня 2018 20:45 (21:45 UTC+3) |

| Литва         | 1 – 4    | Чорногорія                                       |
| ------------- | -------- | ------------------------------------------------ |
| Баравикас 88' | Протокол | Мугоша 10', 45+1' (пен.) Копитович 35' Зорич 86' |

| ЛФФ, Вільнюс Глядачів: 1 515 Арбітр: Роберт Шергенгофер (Австрія) |

| 17 листопада 2018 15:00 |

| Сербія                | 2 – 1    | Чорногорія |
| --------------------- | -------- | ---------- |
| Ляїч 30' Митрович 32' | Протокол | Мугоша 70' |

| імені Райко Митича, Белград Глядачів: 15 416 Арбітр: Альберто Ундіано Мальєнко (Іспанія) |

| 17 листопада 2018 20:45 (21:45 UTC+2) |

| Румунія                         | 3 – 0    | Литва |
| ------------------------------- | -------- | ----- |
| Пушкаш 7' Кешеру 47' Станчу 65' | Протокол |       |

| Іліє Оане, Плоєшті Глядачів: 34 Арбітр: Марко Гуїда (Італія) |

| 20 листопада 2018 20:45 |

| Сербія                                            | 4 – 1    | Литва          |
| ------------------------------------------------- | -------- | -------------- |
| Жулпа 51' (аг) Митрович 58' Прийович 71' Ляїч 74' | Протокол | Петравічюс 64' |

| Стадіон Партизана, Белград Глядачів: 2 088 Арбітр: Крісто Тогвер (Естонія) |

| 20 листопада 2018 20:45 |

| Чорногорія | 0 – 1    | Румунія     |
| ---------- | -------- | ----------- |
|            | Протокол | Цукудян 44' |

| Міський, Подгориця Глядачів: 3 574 Арбітр: Фелікс Цваєр (Німеччина) |

## Загальний рейтинг
15 команд Ліги С були розміщені з 25-го до 39-го місця в загальному рейтингу Ліги націй УЄФА 2018—2019 відповідно до наступних правил:
- Команди, що фінішували першими в своїх групах, розміщені з 25-го по 28-е місце відповідно до результатів групового етапу, не враховуючи результати матчів проти команд, що посіли 4-е місце.
- Команди, що фінішували другими в своїх групах, розміщені з 29-го по 32-е місце відповідно до результатів групового етапу, не враховуючи результати матчів проти команд, що посіли 4-е місце.
- Команди, що фінішували третіми в своїх групах, розміщені з 33-го по 36-е місце відповідно до результатів групового етапу, не враховуючи результати матчів проти команд, що посіли 4-е місце.
- Команди, що фінішували четвертими в своїх групах, розміщені з 37-го по 39-е місце відповідно до результатів групового етапу, враховуючи всі результати матчів.

| М  | Груп | Команда    | І | В | Н | П | ГЗ | ГП | РГ  | О |
| -- | ---- | ---------- | - | - | - | - | -- | -- | --- | - |
| 25 | C1   | Шотландія  | 4 | 3 | 0 | 1 | 10 | 4  | +6  | 9 |
| 26 | C3   | Норвегія   | 4 | 3 | 0 | 1 | 5  | 1  | +4  | 9 |
| 27 | C4   | Сербія     | 4 | 2 | 2 | 0 | 6  | 3  | +3  | 8 |
| 28 | C2   | Фінляндія  | 4 | 2 | 0 | 2 | 3  | 3  | 0   | 6 |
|    |      |            |   |   |   |   |    |    |     |   |
| 29 | C3   | Болгарія   | 4 | 2 | 1 | 1 | 4  | 3  | +1  | 7 |
| 30 | C1   | Ізраїль    | 4 | 2 | 0 | 2 | 6  | 5  | +1  | 6 |
| 31 | C2   | Угорщина   | 4 | 2 | 0 | 2 | 4  | 3  | +1  | 6 |
| 32 | C4   | Румунія    | 4 | 1 | 3 | 0 | 3  | 2  | +1  | 6 |
|    |      |            |   |   |   |   |    |    |     |   |
| 33 | C2   | Греція     | 4 | 2 | 0 | 2 | 3  | 4  | −1  | 6 |
| 34 | C1   | Албанія    | 4 | 1 | 0 | 3 | 1  | 8  | −7  | 3 |
| 35 | C4   | Чорногорія | 4 | 0 | 1 | 3 | 1  | 5  | −4  | 1 |
| 36 | C3   | Кіпр       | 4 | 0 | 1 | 3 | 2  | 7  | −5  | 1 |
|    |      |            |   |   |   |   |    |    |     |   |
| 37 | C2   | Естонія    | 6 | 1 | 1 | 4 | 4  | 8  | −4  | 4 |
| 38 | C3   | Словенія   | 6 | 0 | 3 | 3 | 5  | 8  | −3  | 3 |
| 39 | C4   | Литва      | 6 | 0 | 0 | 6 | 3  | 16 | −13 | 0 |

## Плей-оф кваліфікації
Чотири кращі команди Ліги C відповідно до загального рейтингу, які не кваліфікувалися на Чемпіонат Європи з футболу 2020 через груповий етап, будуть змагатися в плей-оф, переможці якого кваліфікуються на фінальний турнір. Якщо в Лізі C залишилося менше чотирьох команд, які не кваліфікувалися напряму, то вільні місця переходять до команд з іншої ліги відповідно до загального рейтингу.
| М     | Команда      |
| ----- | ------------ |
| 25 GW | Шотландія[H] |
| 26 GW | Норвегія     |
| 27 GW | Сербія       |
| 28 GW | Фінляндія    |
| 29    | Болгарія     |
| 30    | Ізраїль      |
| 31    | Угорщина[H]  |
| 32    | Румунія[H]   |
| 33    | Греція       |
| 34    | Албанія      |
| 35    | Чорногорія   |
| 36    | Кіпр         |
| 37    | Естонія      |
| 38    | Словенія     |
| 39    | Литва        |

Ключ
1. GW Переможець групи Ліги націй
2. H Країна-господар Євро-2020
3. Команда вийшла до плей-оф
4. Команда кваліфікувалася напряму

## Позначки
1. ↑  CET (UTC+1) для матчів у листопаді 2018 року, і CEST (UTC+2) для всіх інших.
2. ↑  Матч Угорщина - Греція зіграний за порожніх трибун через покарання УЄФА Угорщині за расистську поведінку в їх домашньому матчі відбору на Євро-2016 проти Румунії.[20]
3. ↑  Матч Румунія - Чорногорія зіграний за порожніх трибун через покарання УЄФА Румунії за расистську поведінку на їхнього домашнього матчу відбору на Євро-2016 проти Греції.[43]